# Айфель (национальный парк)
Айфель (нем. Nationalpark Eifel) — национальный парк на земле Северный Рейн-Вестфалия, Германия. Администрация базируется в Фогельзанге.

## География
Национальный парк Айфель расположен на севере Айфеля между городами Нидегген на севере, Шлайден на юге и границей с Бельгией на юго-западе. Площадь парка составляет около 10 700 га. Основанный в 2004 году, национальный парк защищает буковый лес, который сохранился до сегодняшнего дня в северной части Айфеля и первоначально покрывал весь Айфель и большую часть Центральной Европы. На 110 км² простираются лиственные и хвойные леса, озёра, ручьи и открытые лужайки.
Национальный парк Айфель даёт приют более 900 видам животных и растений из Красной книги. Только видов жуков в его лесах было обнаружено 1300. Среди прочих в парке живут лесная кошка, чёрный аист и стенная ящерица.